# 深沢弘樹
深澤 弘樹（ふかさわ ひろき、1969年1月26日 - ）は、日本の社会学者（マス・コミュニケーション論専攻）。駒澤大学文学部社会学科教授。 山梨放送（YBS）の元アナウンサー（アナウンサー時代の表記は「澤」を新字体にした『深沢 弘樹』）。

## 来歴・人物
山梨県甲府市出身。山梨県立甲府南高等学校、同志社大学法学部卒業後、1991年4月に山梨日日新聞に入社。記者を経て1992年4月より山梨放送にアナウンサーとして異動する。
若者から中高年にまで親しまれている。阪神タイガースファン歴20年以上。と同時に千葉ロッテマリーンズのファンでもある（山梨放送の携帯電話用ホームページのアナウンサー日記で自ら告白）。
年末のYBSラジオ骨髄バンク推進キャンペーン特別番組「ラストパスをください」で骨髄バンク登録を訴えてきている。
2009年3月27日までYBSワイドニュースのキャスターを務めた。
アナウンサーの傍ら中央大学および山梨学院大学の大学院にて学んだ。2010年3月に退社し、現在は駒澤大学にて文学部社会学科の教授を務めている。
2015年にはフリーアナウンサーとして全国高等学校野球選手権山梨大会（NNS制作）の実況を担当。

## 過去に担当した番組

### ラジオ
- YBSニュースアップ
- 情報キャッチアップGoo!!モーニング
- ガンバ・LA・ねっと
- 深沢弘樹のマンデーリクエステーション
- 765MUX（平日9:00～ 月～水担当）
- Precious（日曜10:00～）

### テレビ
- ズームイン!!朝!
- Super Morning 山梨の朝
- 山日YBSワイドニュースプラス1（土曜日 1997年4月～2004年3月）
- YBSニュース深夜便（月～木24:50～,金24:30～ 日替わりで担当）
- YBSワイドニュース（18:17～19:00 月～金担当）
- YBSニュース（平日11:40、15:50 日替わりで担当)

## 著書
- 変容するテレビニュースとキャスターの役割（2015年2月26日発売／春風社）ISBN 978-4861104329